# Ger Lagendijk
Gerrit (Ger) Lagendijk (Rotterdam, 13 november 1941 – Almelo, 11 augustus 2010) was een Nederlands voetballer en spelersmakelaar.
Lagendijk is geboren in Rotterdam Zuid en was een rechtsback die oorspronkelijk uitkwam voor de Rotterdamse amateurvereniging CVV. Hij werd gecontracteerd door Feijenoord, maar kwam niet verder dan het tweede elftal. In het Nederlands betaald voetbal speelde hij voor ADO (tot 1967), De Volewijckers (1967), Zwolsche Boys (1969) en Hermes DVS (1969–1971). Eind 1967 was hij op proef bij het Amerikaanse Golden Gate Gales, onder welke naam ADO enkele maanden daarvoor speelde. De eigenaren gingen echter verder als Vancouver Royals en voor deze club kwam hij in 1968 uit in de North American Soccer League. Bij deze vereniging, getraind door Ferenc Puskás, speelde Lagendijk onder meer samen met Bobby Robson. In 1971 besloot hij zijn actieve voetballoopbaan te beëindigen, omdat het niet te verenigen was met zijn werk als verzekeringsinspecteur. Nadat zijn club, dat promotie naar de Eerste divisie op een haar na was misgelopen, in dat jaar gedwongen moest terugkeren naar het amateurvoetbal, zette hij op dat niveau zijn loopbaan nog enkele jaren voort. Lagendijk was in deze periode tevens trainer van IFC uit Hendrik-Ido-Ambacht en als spelersbegeleider werkzaam bij de voetballersvakbond VVCS.
Vanaf 1984 was Lagendijk parttime in functie van de uit de VVCS voortgekomen Stichting Arbeidszaken. In deze rol kon hij zich nadrukkelijker bezighouden met het begeleiden van spelerstransfers. Later deed hij dit als zelfstandige voor het door hem opgerichte Players' Agent BV. Hij behartigde de zaken van onder meer Erwin Koeman, Ronald Koeman, Pierre van Hooijdonk, John Bosman en Wilfred Bouma. In 1990 was hij kortstondig technisch directeur van Feyenoord. Vanwege slechte resultaten onder trainer Gunder Bengtsson legde hij echter na negen maanden deze functie weer neer.
Lagendijk overleed in 2010 op 68-jarige leeftijd aan een hartaanval tijdens een etentje met Heracles-voorzitter Jan Smit, kort nadat hij succesvol een contractverlenging van voetballer Everton bij Heracles had begeleid.

## Carrièrestatistieken
| Seizoen         | Club             | Land             | Competitie      | Competitie | Competitie | Beker | Beker | Internationaal | Internationaal | Overig | Overig | Totaal | Totaal |
| Seizoen         | Club             | Land             | Competitie      | Wed.       | Dlp.       | Wed.  | Dlp.  | Wed.           | Dlp.           | Wed.   | Dlp.   | Wed.   | Dlp.   |
| --------------- | ---------------- | ---------------- | --------------- | ---------- | ---------- | ----- | ----- | -------------- | -------------- | ------ | ------ | ------ | ------ |
| 1966/67         | ADO              | Nederland        | Eredivisie      | –          | –          | –     | 0     | 0              | 0              | 0      | 0      | –      | –      |
| 1967/68         | De Volewijckers  | Nederland        | Eerste divisie  | –          | –          | –     | 0     | 0              | 0              | 0      | 0      | –      | –      |
| 1968            | Vancouver Royals | Verenigde Staten | NASL            | 5          | 1          | –     | –     | 0              | 0              | 0      | 0      | 5      | 1      |
| 1968/69         | Zwolsche Boys    | Nederland        | Tweede divisie  | –          | 3          | –     | 0     | 0              | 0              | 0      | 0      | –      | 3      |
| 1969/70         | Hermes DVS       | Nederland        | Tweede divisie  | –          | 1          | –     | 0     | 0              | 0              | 0      | 0      | –      | 1      |
| 1970/71         | Hermes DVS       | Nederland        | Tweede divisie  | –          | 1          | –     | 0     | 0              | 0              | 0      | 0      | –      | 1      |
| Carrière totaal | Carrière totaal  | Carrière totaal  | Carrière totaal | –          | –          | –     | 0     | 0              | 0              | 0      | 0      | –      | –      |